# امباتولامپی
امباتولامپی (به لاتین: Ambatolampy) یک سکونتگاه مسکونی در ماداگاسکار است که در واکینانکاراترا واقع شده‌است.